# Geaya recifea
Geaya recifea is een hooiwagen uit de familie Sclerosomatidae.